# 华道数据
华道数据处理（北京）有限公司（英文：China Data Group，首字母缩略：CDG ，中文简称：华道数据），总部设在中国北京。
华道数据成立于1998年，主要业务是为中国和北美的金融机构提供一站式的后台流程外包服务。其客户包括30多家银行、保险公司等金融机构，是一家专注在金融后台领域的中国BPO公司。